# ムース (らんま1/2)
ムース（沐絲）は、高橋留美子の漫画作品及びそれを原作とする『らんま1/2』に登場する架空の人物。アニメでの声優は関俊彦。

## 人物
中国から来日した、シャンプーの幼馴染。容姿は整っており、作中で女子から「いい男」と評される描写がある。ただし近眼で、眼鏡を外すと目の前の人物を全く判別できなくなる。方言のようなおかしな日本語を喋り、一人称は「オラ」。シャンプーのことが好きだが、女傑族に自分が負かした男とは結婚しない掟があるため、3歳のときに彼女に勝負を挑んで負けてしまってからはほとんど相手にされていない。
暗器の達人で、服の袖（アヒル状態のときは翼）に大量の武器を隠している。戦闘では手数の多さと攻撃範囲の広さを活かして立ち回る。
作中ではシャンプーを追って来日し、勢いで本人ではなく天道あかねを懸けてらんまと勝負したが、敗北。敗戦という結果を受けて、乱馬に勝つべく一度帰国し、修行場として呪泉郷を訪れるが、呪泉郷へ足を踏み入れた第一歩目で鴨子溺泉に落ちてしまい、水をかぶるとアヒルになる体質になってしまう。
その後、再来日して乱馬と再戦するが、シャンプーの妨害もあり再び乱馬に敗北するもそのシャンプーのために勝負に勝とうとする執念は乱馬にも認められた。そのこともありシャンプーにも愛の深さだけは伝わり、彼女と共に「猫飯店」に住み込みで働くようになる。シャンプーからきつく当たられることも多いが、愛が憎しみに変わる反転宝珠をつけた彼女はムースに憎しみを示しており、ある程度の愛情は持たれている。
天然ボケかつ卑怯な性格だが、最愛のシャンプーに関しては誠実。また物語の中盤では乱馬を援護するふりをして逆に闇討ちを試みることもあったが、終盤では乱馬を援護してシャンプーにいいところを見せようとしており、物語を通して精神的な成長が見られる。
前述の通りド近眼であるムースだが、真剣な話をするときは必ずと言っていいほど眼鏡をわざと外した状態で話している。しかしその近眼のせいで全く関係の無い人物や物に話しかけてしまう。あかねと間違えて、ブタのぬいぐるみをさらったこともあった。
登場初期では暗器なしで女らんまを圧倒する程度の実力があるが、男の乱馬には結果的に敵わなかった。しかしあるエピソードで地蔵を背負って走り回っている間に腕力が上がってからは、乱馬でも簡単に勝てなくなった様子。アニメ版26話では女らんまが放った「空中火中天津甘栗拳」で敗北している。

## 技
秘技白鳥拳（ミイチイパイニヤオチュアン）
お丸で攻撃する。
作中における白鳥拳はこの技を指す場合と、ムースの暗器術自体を指す場合がある。
広東小剣術（かんとんしょうけんじゅつ）
無数のナイフを放つ。
秘技鶏卵拳（ミイチイチイタンチュアン）
爆薬入りの卵で攻撃する。
秘技ダチョウ脚（ひぎだちょうきゃく）
ダチョウの体形を模した蹴り。
秘技鷹爪拳（ミイチイインチュアチュアン）
鷹の形を模して空中から靴につけた3本の爪で相手を攻撃する。